# Туми (нож)

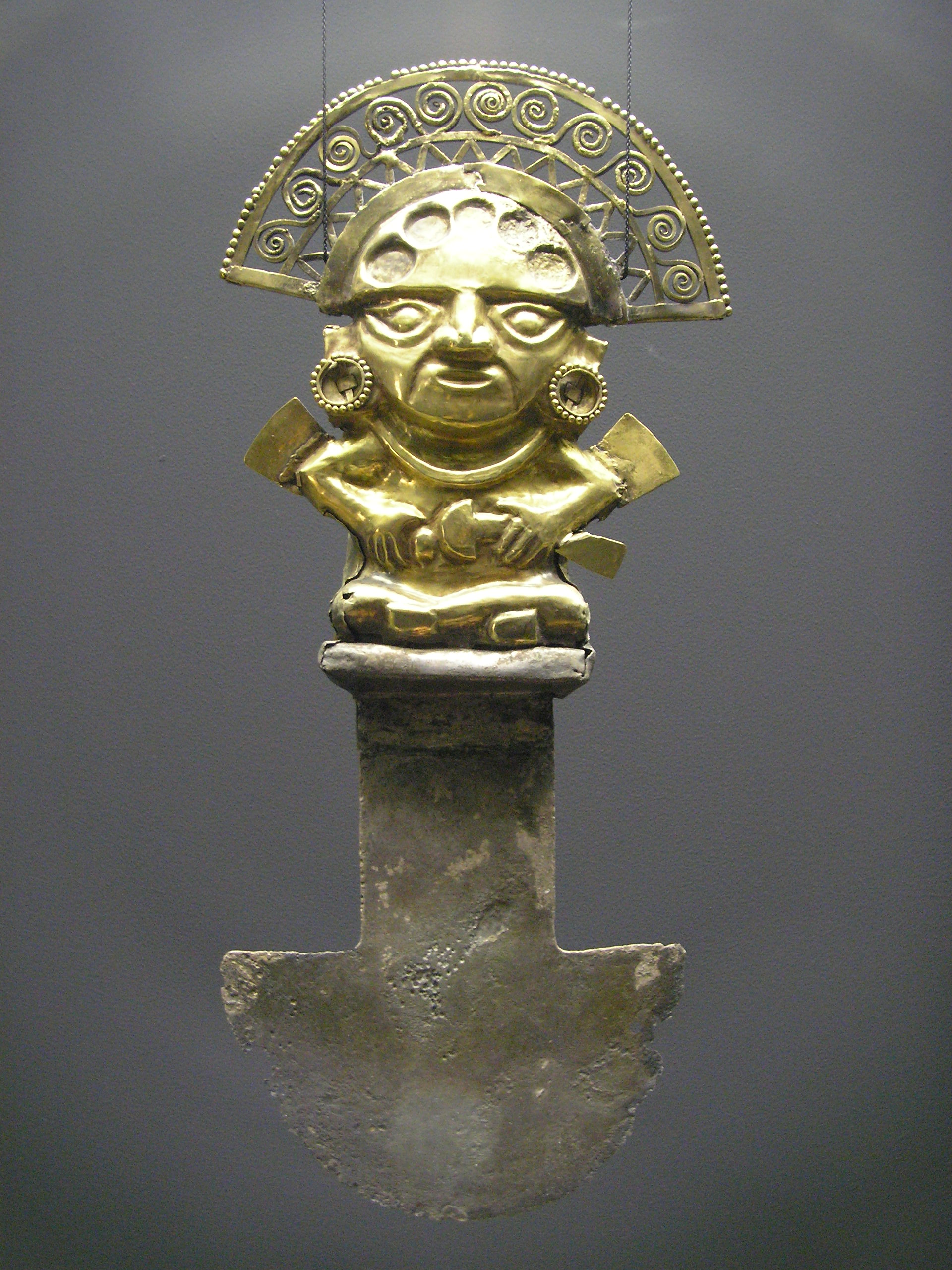
Церемониальный нож туми 850—1050 г. из провинции Сипан, Перу. Позолоченный эфес выполнен в виде некоего божества или жреца. Прежде в ушные серьги были вставлены драгоценные камни. Этнологический музей Берлина

Туми — ритуальный нож или топорик из золота, серебра, меди или тумбаги доиспанских народов Сикан, Моче, Паракас, Аймара, Чиму.
Обычно он отливался из цельного куска металла, лезвие полукруглое, а рукоятка треугольной или трапециевидной формы. Фигуру на рукоятке ножа обычно считают изображением бога Наймлапа, почитаемого культурой Ламбайеке, или ламу.
Нередко инкрустировался полудрагоценным лазуритом. Этим ножом убивали животную жертву (чёрную ламу) в честь солнечного бога Инти. По внутренним органам жертвенного животного жрец предсказывал будущее.
В культуре паракас при помощи туми проводили трепанацию черепа, чтобы избавить человека от мигреней, психических расстройств, черепных повреждений.
Туми также клали в гробницу с умершим.
Древнейшие образцы туми относятся к 100 г. до н. — 700 г. н. э. и найдены в Тиуанако и изготавливались туми вплоть до XV века. Все они хранятся в музеях.
В 2006 году в перуанской гробнице 10 туми (1100—1400 годы) найдены именно археологами — прежние находки совершали разорители гробниц.
Туми обрёл популярность как символ удачи, вешаемый на стенах в домах перуанцев, а правительство Перу приняло изображение туми в качестве символа в туристической отрасли страны.